# Bliza

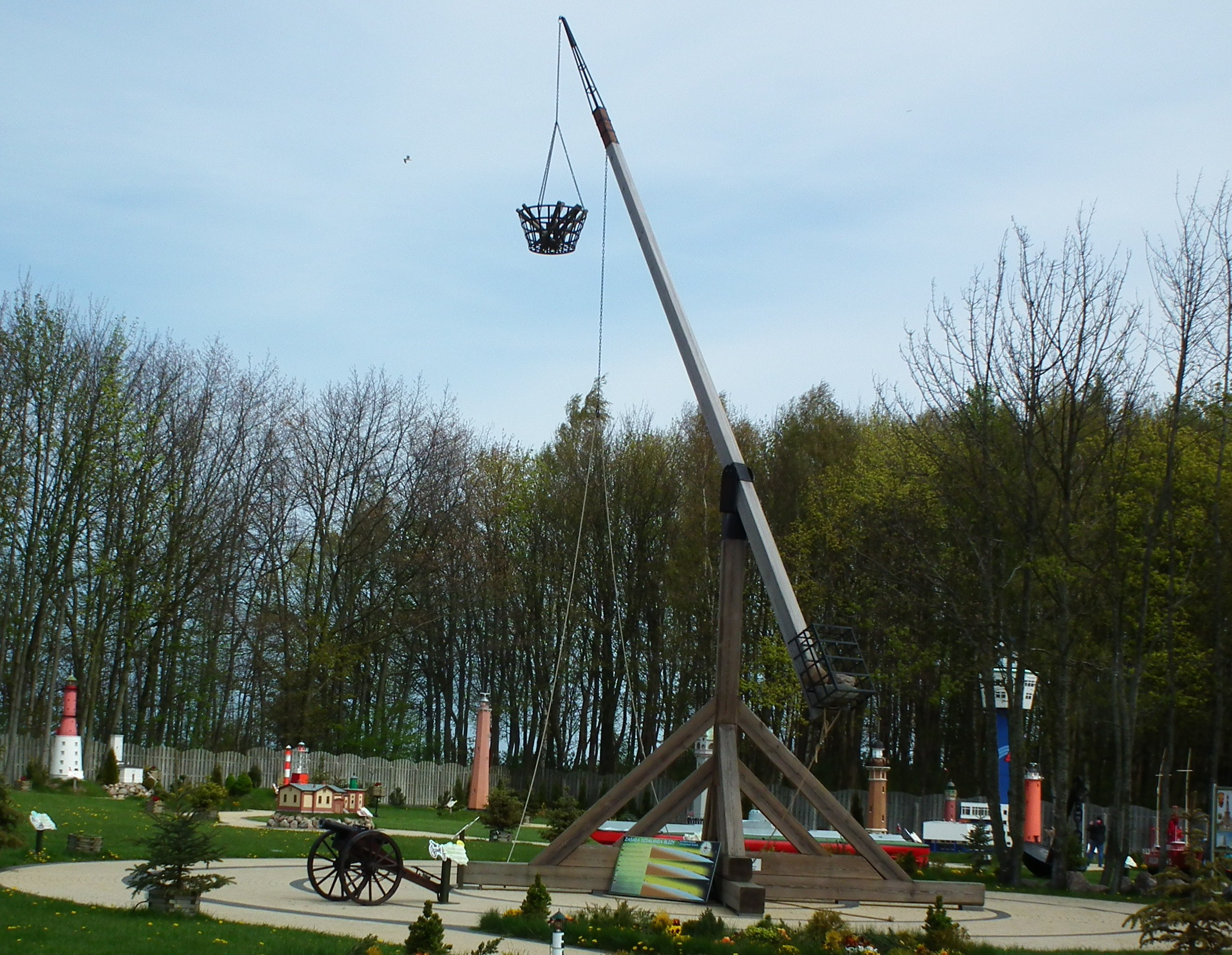
Bliza w Niechorzu (2016)

Bliza (latarnia dźwigniowa) – odmiana prostej latarni morskiej.

## Opis
Bliza była drewnianą konstrukcją przypominającą żuraw z podwieszonym żelaznym koszem, wypełnionym płonącym węglem lub smołą. Kosz, zwany potocznie „kotłem Wulkana”, wznosił się na wysokość kilkunastu metrów w górę. Światło tego typu latarni widoczne było z odległości kilku mil morskich. Latarnie tego typu stosowane były w Europie od średniowiecza, a między innymi wykorzystywano je na Helu w XVII wieku (zniszczona w 1667 roku) i w gdańskim Nowym Porcie od XVIII wieku.
W Parku Miniatur Latarni Morskich w Niechorzu znajduje się jedyna w Europie sprawna rekonstrukcja blizy w skali 1:1, mierząca 14 metrów wysokości.
Bliza to również kaszubska nazwa Rozewia.